# 爆走機関車 シベリア・デッドヒート
『爆走機関車 シベリア・デッドヒート』（Край）は、アレクセイ・ウチーチェリ監督による2010年のロシアのドラマ映画である。第68回ゴールデングローブ賞外国語映画賞にノミネートされた。また第83回アカデミー賞外国語映画賞にロシア代表作として出品されたが、ノミネートには至らなかった。
アメリカでの配給権はサミュエル・ゴールドウィン・フィルムズがサンライズ・フィルムズ社長のセルゲイ・ベスパロフと交渉した末に手に入れた。

## キャスト
- ウラジミール・マシコフ
- アンジョルカ・ストレチェル（英語版）
- ユリア・ペレシルド
- セルゲイ・ガルマッシュ（英語版）
- アレクセイ・ゴルブノフ（英語版）
- アレクサンドル・バラシロフ（英語版）
- ヴラダス・バグドナス
- アンナ・ウコロワ（英語版）